# Haiti na Letnich Igrzyskach Olimpijskich 1992
Haiti na Letnich Igrzyskach Olimpijskich 1992 reprezentowało siedmiu zawodników (sami mężczyźni). Był to 10 start reprezentacji Haiti na letnich igrzyskach olimpijskich.

## Skład kadry

### Judo
Mężczyźni
- Caleb Jean - waga do 65 kg - 24. miejsce,
- Rubens Joseph - waga do 71 kg - 22. miejsce,
- Jean Alix Holmand - waga do 78 kg - 22. miejsce,
- Hermate Souffrant - waga do 86 kg - 21. miejsce,
- Parnel Legros - waga do 95 kg - 21. miejsce,

### Lekkoatletyka
Mężczyźni
- Claude Roumain

bieg na 100 m - odpadł w eliminacjach,
bieg na 200 m - odpadł w eliminacjach,
- Dieudonné Lamothe - maraton - 76. miejsce,